# Francisco Pérez Gandul
Francisco Pérez Gandul (Sevilla, 19 de septiembre de 1956) es un periodista y escritor español autor de la novela Celda 211.

## Biografía
Es licenciado en Periodismo por la Universidad Complutense de Madrid, ha trabajado en diversos medios informativos, como el diario Informaciones y El Correo de Andalucía. Desde el año 1986 forma parte de la redacción del diario ABC de Sevilla. En este periódico fue durante muchos años redactor jefe de la sección deportiva.
Ha publicado hasta el momento una única novela titulada Celda 211, editada en 2004 y con la que obtuvo en el año 2005 el Premio Memorial Silverio Cañada, que se otorga en la Semana Negra de Gijón a la mejor novela negra escrita en español. Este relato pertenece al género carcelario y la acción se desarrolla en la prisión Sevilla-2, en la que se produce un motín del que son protagonistas principales un funcionario de prisiones y un líder carcelario que utilizan a varios internos pertenecientes a la organización terrorista ETA para negociar mejoras y respeto a los derechos de los presos.
La historia fue llevada al cine el año 2009. La película, titulada también Celda 211 y dirigida por Daniel Monzón, consiguió un gran éxito de crítica y público y el Premio Goya a la mejor película del año 2009. 

En la actualidad Francisco Pérez Gandul culmina otros proyectos narrativos.